# La Fontenelle
|  | Per a altres significats, vegeu «Fontenelle». |

La Fontenelle (en bretó Ar Fontanig, en gal·ló La Fontenèll) és un municipi francès, situat a la regió de Bretanya, al departament d'Ille i Vilaine. L'any 2006 tenia 527 habitants.

## Demografia
| 1962                                       | 1968 | 1975 | 1982 | 1990 | 1999 |
| ------------------------------------------ | ---- | ---- | ---- | ---- | ---- |
| 711                                        | 699  | 632  | 545  | 528  | 514  |
| Des de 1962: població sense dobles comptes |      |      |      |      |      |

## Administració
| Període | Identitat        | Partit |
| ------- | ---------------- | ------ |
| -2001   | Jules Lemarigner |        |
| 2001-   | Philippe Germain |        |